# Nikolaj Rezanov

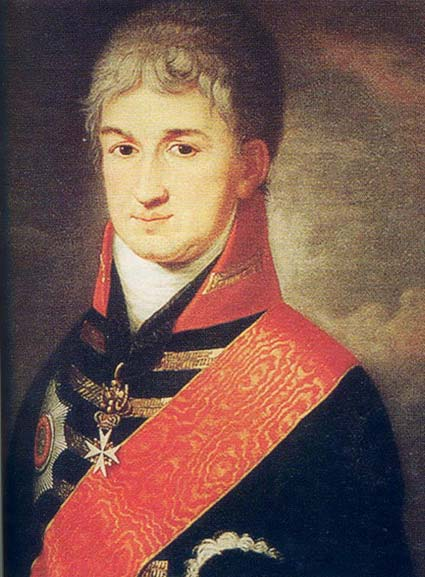
Portret van Nikolaj Rezanov (onbekende kunstenaar, begin 19e eeuw)

Nikolaj Petrovitsj Rezanov (Russisch: Николай Петрович Резанов) (Sint-Petersburg, 28 maart 1764 - Krasnojarsk, 1 maart 1807) was een Russisch man van adel, kamerheer en staatsman, die zich inzette voor de Russische kolonisering van Alaska en Californië. Hij vormde destijds een van de 10 baronnen van het Russische Rijk en deed in 1804 de tweede poging om Russische ambassadeur in Japan te worden. Ook was hij instrumenteel in de eerste poging van Rusland in 1803 om de wereld te omzeilen, waarbij hijzelf de expeditie begeleidde tot Kamtsjatka. Hij is ook de auteur van een Japans woordenboek en verschillende andere werken, die bewaard gebleven zijn in de bibliotheek van de Academie van Wetenschappen van Sint-Petersburg, waarvan hij lid was, maar die zijn werken nooit publiceerden. Zijn grootste verdiensten waren echter zijn activiteiten inzake de oprichting van de Russisch-Amerikaanse Compagnie.

## Jeugd en eerste handelsactiviteiten
Rezanov werd geboren in de Russische hoofdstad Sint-Petersburg, waar hij zijn jeugd doorbracht. Toen hij 14 jaar oud was, kende hij reeds vijf talen. Hij vervulde zijn militaire dienst vanaf 1778 bij de artillerie en kwam vervolgens bij de lijfgarde van het Izmailovskiregiment. Hij diende in de burgerlijke rechtbank van Pskov, onder leiding van graaf N.G. Tsjernysjov. In 1791 kwam hij bij het hof van dichter Gavrila Derzjavin in zijn functie als privésecretaris van keizerin Catharina de Grote, waar hij tot 1793 zou blijven. Later diende hij onder Platon Zoebov. Vanaf 1797 zetelde hij in de Regerende Senaat als secretaris en vervolgens als hoofdsecretaris.
Enkele jaren eerder had hij handelaar Grigori Sjelichov ontmoet van de Sjelichov-Golikov Pelzencompagnie, waarbij hij geïnteresseerd was geraakt in Sjelichovs project om een monopolie te verkrijgen op de pelzenhandel in het afgelegen Amerika. Baranov had het wel gezien met de pleziertjes aan het losbandige hof en wilde wel wat anders. In 1794 werd Rezanov door Zoebov naar Irkoetsk gezonden om de activiteiten van het bedrijf van Sjelichov te inspecteren. Hij werd daarop een partner in het bedrijf en groeide al snel uit tot een slimme en onvermoeibare zakenman. In januari 1795 trouwde Rezanov met Anna Grigorjevna, de 15 jaar oude dochter van Sjelichov. Toen Sjelichov overleed in 1795, werd Rezanov de leidende geest van het bedrijf. Hij zocht daarop naar privileges voor zijn partners en zichzelf om de concurrentie af te troeven, zoals die bijvoorbeeld ook waren gegeven door Groot-Brittannië aan de Britse Oost-Indische Compagnie en door de Republiek der Zeven Verenigde Nederlanden aan de Vereenigde Oostindische Compagnie.

## Russisch-Amerikaanse Compagnie

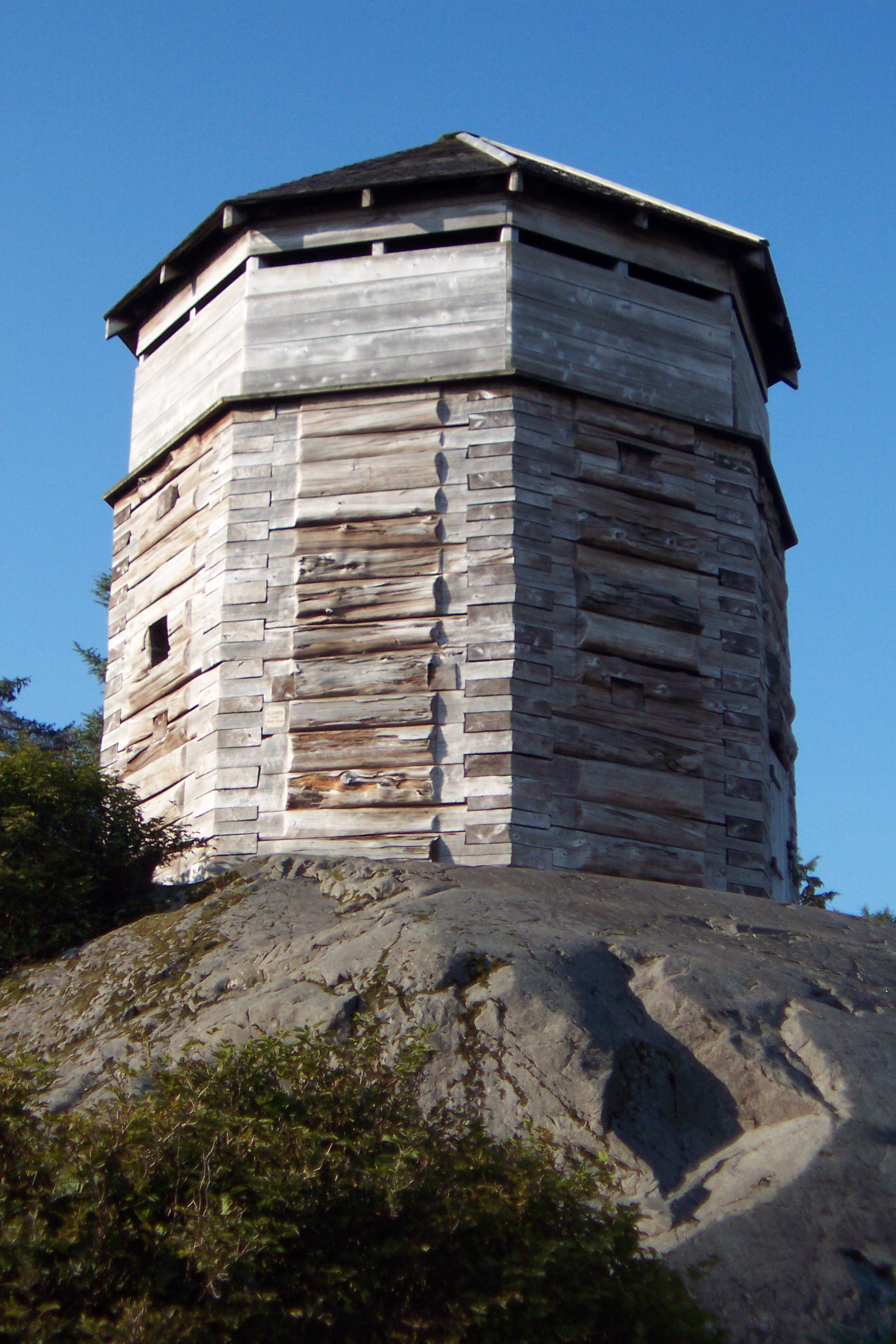
Een replica van een van de drie wachttorens (die onderdeel vormden van de palissademuren van Novo-Archangelsk), gebouwd door de National Park Service van Sitka in 1962

Rezanov had net Catharina II weten te overtuigen om zijn handvest te tekenen, toen ze stierf en hij verplicht was om opnieuw te beginnen en wel met de onevenwichtige en zieke hardnekkige keizer Paul I. Een tijdlang leek het een verkeken zaak, maar Rezanovs vaardigheden, subtiliteit en manier van adresseren wisten toch te overwinnen en kort voordat Paul I werd gedood door een aanslag, kreeg hij in 1799 zijn handtekening, waarmee de Russisch-Amerikaanse Compagnie over een termijn van 20 jaar het monopolie verwierf over de kust van het noordwesten van Amerika; vanaf de 55e noorderbreedtegraad over de ketens van eilanden die zich in noordelijke richting uitstrekken vanaf Kamtsjatka tot aan Alaska (de Aleoeten) en in zuidelijke richting naar Japan (de Koerilen).
Deze beroemde overeenkomst zorgde ervoor dat alle kleine handelsbedrijven en private ondernemers hun rechten op dit gebied verloren en bezorgde Rezanov en de andere aandeelhouders (waaronder leden van de keizerlijke familie) een grote stroom aan inkomsten, die doorliepen tot de eerste jaren van de 19e eeuw, toen het bedrijf door wanbestuur en gebrek aan voedsel werd bedreigd met grote verliezen, zo niet grote schulden.
Op 18 juli 1801 kreeg de familie Rezanov een zoon, Peter genaamd en op 6 oktober 1802 een dochter, die Olga werd genoemd. De geboorte van zijn dochter bleek echter te zwaar voor Anna, die twaalf dagen na de geboorte overleed.
Met de oprichting van de Russisch-Amerikaanse Compagnie werd Rezanov benoemd tot haar gevolmachtigde vertegenwoordiger. In 1802 werd hij benoemd tot de eerste Russische ambassadeur in Japan (waarmee nog geen verdragen waren) en als de leider van de eerste Russische expeditie rond de wereld met de sloepen Nadezjda ("hoop") en de Neva, onder het bevel van Krusenstern (1803-1806). Een maand voor het vertrek, op 10 juli 1803, kreeg Rezanov de Orde van Sint-Anna Eerste Klasse, alsook de titel van kamerheer van het hof van Zijne Majesteit Alexander I.
In maart 1804 bezochten de Russische schepen de Japanse havenstad Nagasaki, waar echter, net als 12 jaar eerder door Adam K. Laksman was geprobeerd, geen overeenkomst kon worden bereikt met Japan, die het schip na 6 maanden overleg door het shogunaat in september de haven uitzond en de meegebrachte persoonlijke brieven van de tsaar weigerde te lezen, zodat de expeditie onverrichte zake kon terugkeren naar Kamtsjatka. Eerst voer Rezanov echter nog even rond Sachalin om te zien of zich er al Japanse militaire steunpunten bevonden, maar trof alleen een paar Japanse vissersdorpen aan.
Eenmaal aangekomen in 1805 wachtte hem de opdracht om in de Russische koloniën te blijven als keizerlijke inspecteur en gevolmachtigde van de Compagnie, waarbij hij de misstanden die het bedrijf dreigden te ruïneren moest verhelpen. Hij reisde daarop langzaam naar Novo-Archangelsk via de eilanden, waarbij hij maatregelen instelde om de pelsdieren te behoeden voor ongebreidelde slacht, degenen die zich het ergst schuldig hadden gemaakt aan het overtreden van de regels van de compagnie bestrafte of verbande uit het gebied en scholen en bibliotheken oprichtte, waarbij de meeste boeken bestonden uit persoonlijke giften. Hij zette zelfs kookscholen op, die een korte tijd floreerden.

## Missie naar Californië
Aan het einde van zijn overwintering in de plaats Novo-Archangelsk, die als hoofdplaats van Russisch Amerika fungeerde, en tijdens welke hij bijna verhongerde met de anderen, kocht hij het schip Juno van de Amerikaanse schipper John D'Wolf. Hiermee zeilde hij naar de Spaanse nederzettingen in Alta California om daar zijn Russische en Amerikaanse goederen aan te bieden aan de Spaanse koloniale autoriteiten in ruil voor eten en te proberen er een contract te regelen om zijn kolonies tweemaal per jaar te laten bevoorraden met producten uit Nieuw-Spanje. Na een stormachtige reis, waarbij hij zijn oorspronkelijke intentie om de rivier de Columbia te claimen voor Rusland maar liet varen, ging hij begin april 1806 voor anker in de haven van San Francisco.
Hoewel hij werd ontvangen met grote hoffelijkheid en dag en nacht werd voorzien van entertainment door de inwoners, werd hij er wel meteen duidelijk op gewezen dat de wetten van Spanje het verboden aan zijn koloniën om met buitenlandse mogendheden handel te bedrijven en dat de gouverneur van Californië niet om te kopen was. Rezanov kreeg echter een liefdesaffaire met Concepción Argüello, de 15 jaar oude dochter van de commandante van San Francisco, Don José Darío Argüello, hetgeen hem samen met zijn hoffelijke gedrag en diplomatieke vaardigheden hielp om de geestelijkheid voor zijn zaak te winnen. Zijn affaire met Concepción, met wie hij zich verloofde, werd in de 20e eeuw verwerkt in het gedicht Avos ("misschien") door Andrej Voznesenski (zie verder).
In juli 1806 verliet Rezanov Californië weer, na er zes weken te hebben verbleven, en voer terug naar Novo-Archangelsk met een lading brood en gedroogd vlees en de boodschap aan gouverneur Baranov dat deze direct een kopie van de overeenkomst diende te sturen naar Spanje.

## Japanse perikelen, ziekte en dood
Kort nadat hij in Novo-Archangelsk was aangekomen, voer hij terug naar Kamtsjatka en van daaruit naar Sachalin. Bij aankomst vanuit Japan 2 jaar eerder was hij namelijk zo verbolgen geweest over de aftocht, dat hij de tsaar een brief had gestuurd met de volgende woorden:
Ik neem niet aan dat dat Uwe Hoogheid me zou aanklagen voor een misdaad wanneer ik met mijn waardige mededienaars, zoals Chvostov en Davidov [...], ik zou volgend jaar moeten vertrekken naar de kusten van Japan om hun nederzetting Matsuma te verwoesten, hen uit Sachalin te verdrijven en terreur te zaaien op de kusten, zodat, door het in tussentijd wegnemen van hun visgebieden en daarmee 200.000 van hun mannen te beroven van hun bestaanswijze, hen sneller te doen overwegen om zich open te stellen voor handel met ons— (Amidon 1957,p.12)
Daar Rezanov geen antwoord had ontvangen van de tsaar, besloot hij zijn plan uit te voeren en stuurde schipper Chvostov van de Juno en schipper Davidov van de Avos eropuit om zijn plan uit te voeren, alvorens hij vertrok. In september 1806 trokken Chvostov en Davidov daarop naar Sachalin, waar ze een aantal dorpen aanvielen, alsook een aantal nederzettingen op het Koerileneiland Etorofu (Itoeroep). Deze zet van Rezanov werkte uiteraard contraproductief. Toen het Shogunaat ervan hoorde in april 1807, stuurde het dan ook geen handelsfunctionarissen, maar begon in plaats daarvan zijn noordelijke territoria te verdedigen met garnizoenen en zon daarnaast op wraak, hetgeen voor nog meer spanningen zorgde in de toch al niet zo goede relatie tussen beide rijken.
Rezanov voer ondertussen door naar Ochotsk, waar hij aankwam in september 1806 en begon aan de terugreis over land met als doel de handtekening van de tsaar te bemachtigen voor het verdrag, alsook persoonlijke brieven te overhandigen aan de Paus en de koning van Spanje om vrijstelling en de koninklijke toestemming te vragen die waren benodigd voor zijn huwelijk met Concepción. Onderweg raakte hij echter verkouden en liet zich tien dagen verzorgen in Jakoetsk, alvorens hij verder reisde naar Irkoetsk, waar hij aankwam in zwakke gezondheid, om direct verder te reizen naar Sint-Petersburg. Toen kreeg hij echter zware koorts, die hem fataal werd. Hij stierf in Krasnojarsk op 42-jarige leeftijd, op de eerste dag van maart in 1807 en werd op 13 maart begraven op de begraafplaats van de Opstandingskathedraal.
Op 16 augustus 1831 werd een granieten monument opgericht boven het graf van Rezanov met de inscriptie:
In de zomer van 1831 op de 16e dag van augustus werd dit monument opgericht op kosten van de Russisch-Amerikaanse Compagnie ter nagedachtenis aan de onvergetelijke verdiensten aan haar door de waarachtige kamerheer Nikolaj Petrovitsj Rjazanov, die toen hij terugkeerde van Amerika naar Rusland, overleed in Krasnojarsk op de eerste maar van 1807 en werd begraven op de dertiende van dezelfde maand.
Begin jaren zestig werd de Opstandingskathedraal verwoest door de communisten en verdween hiermee ook Rezanovs graf. In augustus 2007, 200 jaar na de dood van Rezanov, werd het grafmonument van Rezanov hersteld en werd een groter monument opgericht op een plein in de stad. Bij de inwijding was gouverneur van Californië Arnold Schwarzenegger aanwezig. Vier jaar eerder, in 2003 werd een serie beeldhouwwerken geplaatst in San Francisco, waaronder ook de beeltenis van Rezanov.

## Nalatenschap
Rezanovs inspanningen in Amerika werden in de jaren erna al snel weer ongedaan gemaakt door wanbestuur. Wel verrees er een Fort Ross op de kust van Californië voor de bevoorrading van de posten in Alaska. Zijn Spaanse verloofde wachtte 35 jaar op zijn terugkeer en ging uiteindelijk als non het klooster in. Rezanovs gewelddadige acties tegen de Japanse nederzettingen zorgden echter voor een conflict tussen Rusland en Japan, dat in de eeuwen erna tot meerdere conflicten en oorlogen zou leiden.
In 1979 schreven componist Aleksej Rybnikov en dichter Andrej Voznesenski een van de eerste Russische rockopera's, waarbij ze de liefdesaffaire tussen Rezanov en Concepción tot onderwerp kozen en de opera vernoemden naar Rezanovs schepen Juno en Avos. In het gedicht en de rockopera zijn de acties van Rezanov sterk geromantiseerd. De oorspronkelijke productie vormde 25 jaar lang een enorm succes in het Lenkomtheater en trekt nog steeds volle zalen. Nikolaj Karatsjenzov, de oorspronkelijke acteur die Rezanov verbeelde tussen 1979 en 2005, raakte zwaargewond bij een auto-ongeluk in 2005 en is vervangen door Dmitri Pevzov en Viktor Rakov.